# UTC-12:00

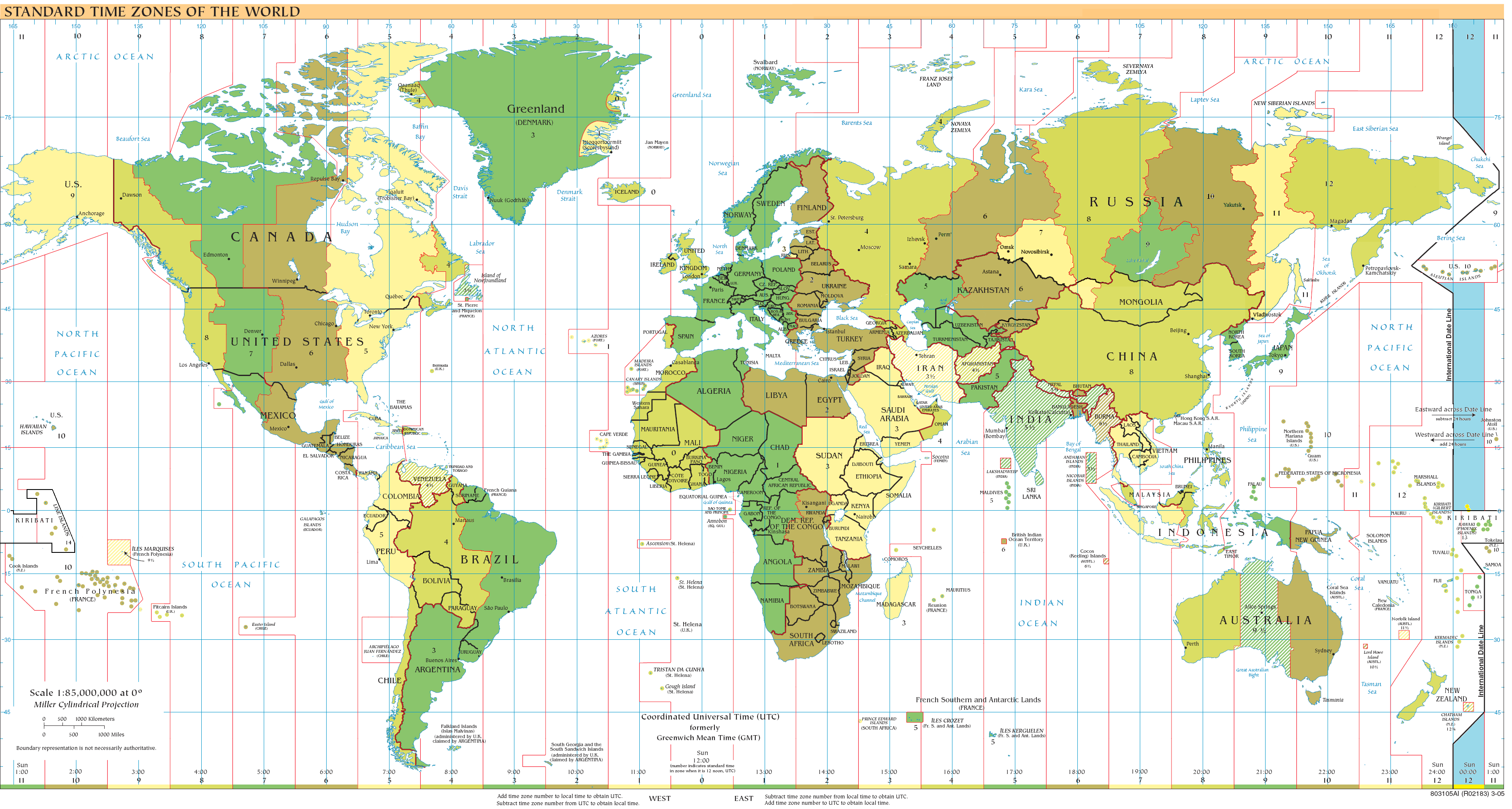
UTC-12:00

UTC-12:00 (Y – Yankee) – strefa czasowa, odpowiadająca czasowi słonecznemu południka 180°.
Strefa czasowa UTC-12:00 jest wyprzedzana przez strefę UTC+12:00, która obowiązuje na zbliżonej długości geograficznej o 24 godziny. Jest to strefa skrajna, jako ostatnia obserwująca zmianę daty. Od sąsiadującej strefy UTC+14:00 dzieli ją 26 godzin.

## Strefa całoroczna
Australia i Oceania:
- Baker
- Howland